# غابرييل فارياس دي ليما
غابرييل فارياس دي ليما هو لاعب كرة قدم برازيلي في مركز الهجوم، ولد في 27 أكتوبر 1996 في بونيتو في البرازيل. لعب مع نادي ريمو.

## وصلات خارجية
- غابرييل فارياس دي ليما على موقع قاعدة بيانات كرة القدم.إي يو (الإنجليزية)
- غابرييل فارياس دي ليما على موقع Soccerway.com (الإنجليزية)